# Baron Lovel
Baron Lovel (auch Lovell) war ein erblicher britischer Adelstitel, der zweimal in der Peerage of England und einmal in der Peerage of Great Britain verliehen wurde.

## Verleihungen
Der Titel wurde erstmals am 6. Februar 1299 in der Peerage of England für John Lovel geschaffen, indem dieser durch Writ of Summons ins Parlament berufen wurde. Sein Titel wird zur Unterscheidung von den anderen Verleihungen nach seinem befestigten Wohnsitz in Titchmarsh in Northamptonshire auch Baron Lovel, of Titchmarsh genannt. Sein Nachfahre, der 7. Baron, erbte 1420 von seiner Großmutter auch den Titel Baron Holand. Dessen Enkel, der 9. Baron Lovel, wurde am 4. Januar 1483 auch zum Viscount Lovel erhoben. In den Rosenkriegen kämpfte er auf die Seite des Hauses York und bekam deshalb 1485 seine Titel wegen Hochverrats aberkannt.
Am 20. November 1348 wurde in der Peerage of England parallel zur erstgenannten eine zweite Baronie Lovel für Richard Lovel geschaffen, indem auch dieser durch Writ of Summons ins House of Lords berufen wurde. Zur Unterscheidung vom ersteren Titel wird dieser nach seinem Wohnsitz Cary Castle in Somerset auch Baron Lovel, of Castle Cary genannt. Dieser Titel erlosch, als er am 31. Januar 1351 kinderlos starb.
Am 28. Mai 1728 wurde der Titel Baron Lovell, of Minster Lovel in the County of Oxford, in der Peerage of Great Britain für Thomas Coke neu geschaffen. Dieser wurde am 9. Mai 1744 auch zum Earl of Leicester und Viscount Coke erhoben. Seine Titel erloschen bei seinem kinderlosen Tod am 20. April 1759.

## Liste der Barone Lovel

### Barone Lovel, of Titchmarsh (1299)
- John Lovel, 1. Baron Lovel (1254–1311)
- John Lovel, 2. Baron Lovel (1289–1314)
- John Lovel, 3. Baron Lovel († 1347)
- John Lovel, 4. Baron Lovel (1340–1361)
- John Lovel, 5. Baron Lovel (1341–1408)
- John Lovel, 6. Baron Lovel († 1414)
- William Lovel, 7. Baron Lovel, 4. Baron Holand (1397–1455)
- John Lovel, 8. Baron Lovel, 5. Baron Holand (1433–1465)
- Francis Lovel, 1. Viscount Lovel, 9. Baron Lovel, 6. Baron Holand (1456–1495) (Titel verwirkt 1485)

### Barone Lovel, of Castle Cary (1348)
- Richard Lovel, 1. Baron Lovel († 1351)

### Barone Lovell, of Minster Lovell (1728)
- Thomas Coke, 1. Earl of Leicester, 1. Baron Lovell (1697–1759)